# Montenerodomo
Montenerodomo – miejscowość i gmina we Włoszech, w regionie Abruzja, w prowincji Chieti.
Według danych na rok 2004 gminę zamieszkiwało 935 osób, 32,2 os./km².